# Bellincione Alighieri
Bellincione Alighieri (fine XII secolo/inizio XIII secolo – 1270 circa) è stato un politico italiano fu il nonno paterno di Dante Alighieri.

## Biografia
Fu figlio di Alighiero di Cacciaguida e di una donna forse appartenente alla famiglia fiorentina Berti dei Ravignani. Sembra che appartenesse all'arte dei cambiatori, dal momento che risulta essersi occupato di finanziamenti e di vendite di case e terreni. È anche citato in un documento del 10 novembre 1251 tra i rappresentanti di Firenze che stipularono con Genova e Lucca un'alleanza contro Pisa.
Guelfo, fu mandato in esilio nel 1260 e la sua casa fu danneggiata dai ghibellini nel 1269. Sono ricordati i figli Alighiero, Bello o Belluzzo, Brunetto o Burnetto, Donato, Drudolo e Gherardo.